# Efan Ekoku
Efangwu Goziem Ekoku, dit Efan Ekoku, est un footballeur nigérian né le 8 juin 1967 à Cheetham Hill ( Angleterre).

## Carrière
| Année   | Club                                   | Pays              |
| ------- | -------------------------------------- | ----------------- |
| 1988-89 | Sutton United                          | Angleterre        |
| 1989-90 | Sutton United                          | Angleterre        |
| 1990-91 | Bournemouth AFC                        | Angleterre        |
| 1991-92 | Bournemouth AFC                        | Angleterre        |
| 1992-93 | Bournemouth AFC Norwich City           | Angleterre        |
| 1993-94 | Norwich City                           | Angleterre        |
| 1994-95 | Norwich City Wimbledon FC              | Angleterre        |
| 1995-96 | Wimbledon FC                           | Angleterre        |
| 1996-97 | Wimbledon FC                           | Angleterre        |
| 1997-98 | Wimbledon FC                           | Angleterre        |
| 1998-99 | Wimbledon FC                           | Angleterre        |
| 1999-00 | Grasshopper Zürich                     | Suisse            |
| 2000-01 | Grasshopper Zürich Sheffield Wednesday | Suisse Angleterre |
| 2001-02 | Sheffield Wednesday                    | Angleterre        |
| 2002-03 | Brentford FC                           | Angleterre        |
| 2004    | Dublin City                            | Irlande           |